# Idiocerinae
Idiocerinae  (лат.) — подсемейство прыгающих насекомых из семейства цикадок (Cicadellidae). Распространены всесветно. Встречаются на деревьях и кустарниках. Мелкие и среднего размера цикадки, чаще светлоокрашенные. 
90 родов, 720 видов.

## Список родов
Некоторые роды подсемейства:
- Acericerus Dlabola, 1974
- Balcanocerus Maldonado-Capriles, 1971
- Bugraia Kocak, 1981
- Hespericerus
- Idiocerus Lewis, 1834
- Megipocerus Zakhvatkin 1945
- Metidiocerus Ossiannilsson, 1981
- Nabicerus Kwon 1985
- Podulmorinus
- Populicerus Dlabola, 1974
- Rhytidodus Fieber, 1868
- Sahlbergotettix
- Stenidiocerus Ossiannilsson, 1981
- Sulamicerus
- Tautocerus
- Tremulicerus Dlabola, 1974
- Viridicerus Dlabola, 1974

## Заметки
1. ↑  Idiocerinae - www.inhs.uiuc.edu Архивная копия от 18 мая 2011 на Wayback Machine  (англ.) (Дата обращения: 31 августа 2011)
2. ↑  BioLib Архивная копия от 17 декабря 2019 на Wayback Machine Profil taxonu — podčeleď Idiocerinae  (чешск.)